# 弗蕾亞 (貓)
弗蕾亞（英語：Freya，2009年4月－）是前英國財政大臣喬治·奧斯本所飼養的一隻雌性虎斑貓，曾在2012年至2014年間與拉里共享英國內閣辦公廳首席捕鼠大臣的職位，2014年退休後搬至肯特郡。

## 生平

### 早年
弗蕾亞是英國財政大臣喬治·奧斯本一家人飼養的貓。2009年，才幾個月大的牠在倫敦西區諾丁丘的住處附近失蹤，奧斯本一家張貼了各種尋貓告示，但絲毫沒有弗蕾亞的任何消息。幾年後的2012年6月初，法蘭西絲·奧斯本接到一通電話得知弗蕾亞還活著，牠就在原來的住家附近公園裡流浪，還有居民好心給牠餵食，直到居民帶牠去獸醫院時才由獸醫師發現它是奧斯本家走失的猫；因此弗蕾亞又回到了奧斯本家。

### 職位

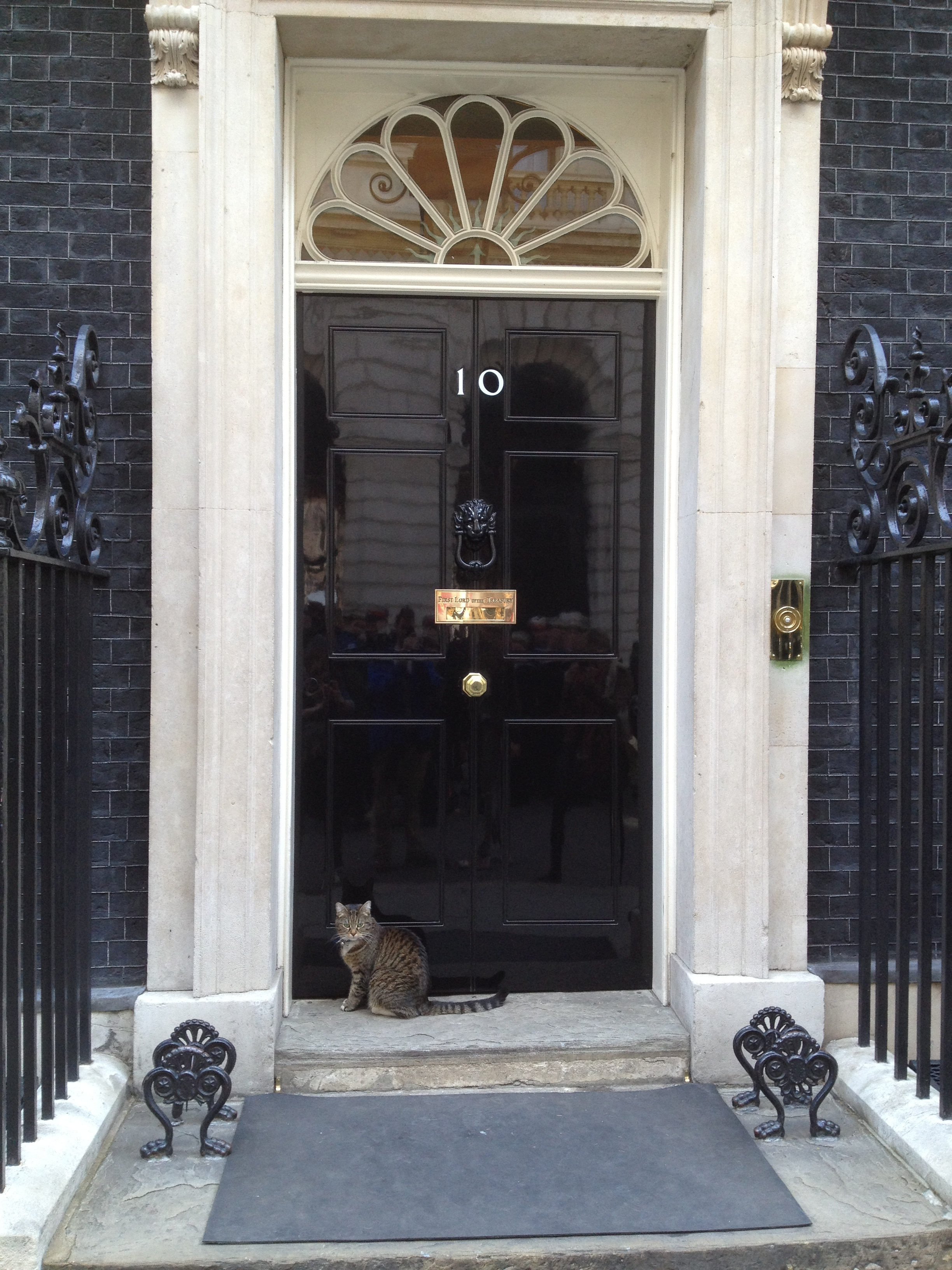
弗蕾亞在唐寧街10號門口。

2012年9月，弗蕾亞進入唐寧街10號的首相官邸任職，與拉里共享捕鼠大臣的職位。牠由於曾在野外流浪過，其捕鼠能力較強。同年10月，弗蕾亞與拉里在首相官邸附近打架，拉里最終落敗。
2014年5月，弗蕾亞在倫敦街頭走失，最後在沃克斯豪爾被一名慈善工作者凱特·瓊絲（Kate Jones）女士發現。同年8月，弗蕾亞遭一輛汽車撞傷送醫，喬治·奧斯本表示非常感激那些幫助他寵物的人。這起事故過後不久，弗蕾亞於2014年11月從唐寧街離職，搬至肯特郡；財政大臣官邸表示是為了安全起見才將牠送走。